# Krautrock
Krautrock – odmiana eksperymentalnego rocka powstała w drugiej połowie lat 60. XX wieku na terenie Niemiec.
Wśród jej cech charakterystycznych wymieniane są (oprócz miejsca powstania) inspiracje muzyką awangardową i psychodeliczną, nowatorskie w tamtym okresie użycie technik elektronicznych, mechaniczne brzmienie, rozbudowane kompozycje i improwizacje.
Nazwa krautrock  jest wtórna w stosunku do całego ruchu i rozpowszechniła się dopiero w latach 70. XX wieku, początkowo głównie w prasie anglojęzycznej. Obecnie jednak wydaje się powszechnie przyjęta.
Wielu twórców muzyki punkrockowej, postpunkowej, indie i rocka alternatywnego (w szczególności post-rocka), m.in. John Lydon z Sex Pistols i Public Image Ltd, przyznawało bądź przyznaje się do silnej inspiracji krautrockiem.